# La Lande-de-Fronsac

La Lande-de-Fronsac este o comună în departamentul Gironde din sud-vestul Franței. În 2009 avea o populație de 2.240 de locuitori.

## Evoluția populației
| An        | 1975 | 1982  | 1990  | 1999  | 2006  | 2009  |
| --------- | ---- | ----- | ----- | ----- | ----- | ----- |
| Populație | 624  | 1.147 | 1.797 | 1.871 | 2.088 | 2.240 |